# KNVB Beker 1999/00 (vrouwen)
De 20ste editie van de KNVB Beker voor vrouwen werd gewonnen door Zwart Wit '28 die in de finale SV Saestum versloegen. Voor Zwart Wit '28 was het de eerste keer dat de beker veroverd werd.

## Finale
| Thuis         | Uitslag | Uit        |
| ------------- | ------- | ---------- |
| Zwart Wit '28 | 4-2     | SV Saestum |

1980/81 · 1981/82 · 1982/83 · 1983/84 · 1984/85 · 1985/86 · 1986/87 · 1987/88 · 1988/89 · 1989/90 · 
1990/91 · 1991/92 · 1992/93 · 1993/94 · 1994/95 · 1995/96 · 1996/97 · 1997/98 · 1998/99 · 1999/00 · 
2000/01 · 2001/02 · 2002/03 · 2003/04 · 2004/05 · 2005/06 · 2006/07 · 2007/08 · 2008/09 · 2009/10 · 
2010/11 · 2011/12 · 2012/13 · 2013/14 · 2014/15 · 2015/16 · 2016/17 · 2017/18 · 2018/19 · 2019/20 ·
2020/21 · 2021/22 · 2022/23 · 2023/24 · 2024/25